# Renfield
R. M. Renfield es un personaje ficticio que aparece en la novela de terror gótica Drácula de Bram Stoker de 1897. Es el sirviente y fanáticamente devoto del Conde Drácula. Sufre de delirios que lo obligan a comer seres vivientes —arañas, moscas y hormigas, entre otros— con la esperanza de obtener fuerza vital para él mismo. Renfield ayuda a Drácula en su plan para convertir a Mina en un vampiro, a cambio de la inmortalidad. A lo largo de la novela, permanece como interno en el hospital psiquiátrico dirigido por el Dr. John Seward. Renfield es mencionado principalmente en el diario del Dr. Seward, su psiquiatra personal, que relata su progreso y sus ideales, y lo describe como un hombre potencialmente peligroso. 
En las diversas adaptaciones cinematográficas de la novela, ha sido interpretado por actores como Dwight Frye, Klaus Kinski, Tom Waits, Peter MacNicol y Nicholas Hoult.
En la adaptación cinematográfica -no oficial y no autorizada-  Nosferatu, eine Symphonie des Grauens (1922) y su remake Nosferatu (2024) el nombre del personaje de Renfield es sustituido por el nombre de Knock, para evadir los derechos de autor.

## En la novela
La descripción de Renfield en la novela es la siguiente:

R. M. Renfield, aetat 59. Temperamento sanguíneo, gran fuerza física, excitable patológicamente, periodos de depresión que terminan con una idea fija imposible de precisar. Supongo que el temperamento sanguíneo unido a una influencia perturbadora provoca la obnubilación total de la conciencia, posiblemente es un hombre peligroso, aunque carece de egoísmo. En los egoístas, la cautela es una armadura tan eficaz para sus enemigos como para ellos mismos. A este respecto pienso lo siguiente: cuando la idea fija es el yo, la fuerza centrípeta se equilibra con la centrífuga.

Cuando se trata de un deber, una causa, etc., la fuerza centrífuga es extrema y sólo la puede equilibrar un accidente o una serie de accidentes. — Del Diario del Dr. John Seward

Renfield es un interno del hospital psiquiátrico dirigido por el Dr. John Seward. Sufre de delirios que lo obligan a comer seres vivientes con la esperanza de obtener su fuerza vital para él mismo. En un principio comienza consumiendo moscas, luego desarrolla un plan de alimentación: con las moscas alimenta arañas y después da de comer las arañas a un grupo de aves, a fin de acumular más y más fuerza vital. Cuando le niegan la posibilidad de tener un gato para alimentarlo con las aves, empieza a comerse a las aves. Dejará de hacerlo cuando conoce a Mina Harker, aunque continúa comiendo moscas, afirmando que era un viejo hábito. El Doctor John Seward lo diagnostica como un "maniaco zoófago".
En el curso de la novela, se revela que está bajo la influencia del Conde Drácula. El vampiro, cuyas habilidades incluyen control de animales, como ratas, murciélagos y arañas, llega a Renfield con una oferta: si acepta servirle, le proporcionará un suministro sin fin de alimento.

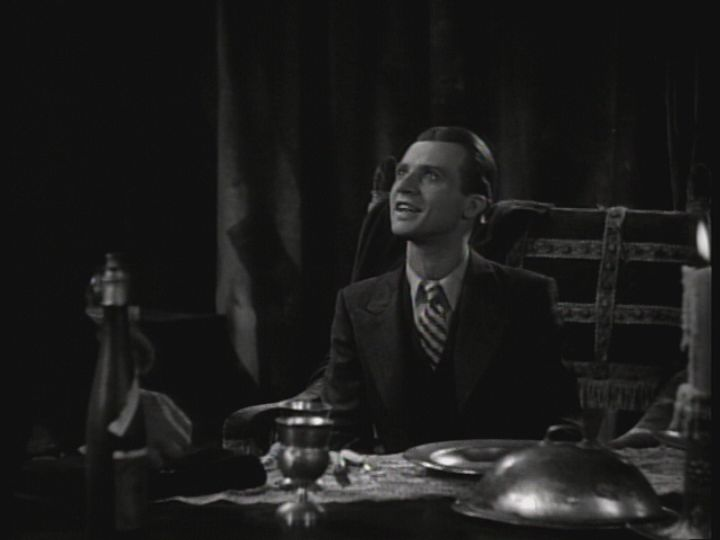
Fotograma del reclamo de la película de 1931: Dwight Frye (1899 - 1943) representando el personaje de Renfield; aquí, en el castillo de Drácula.

Sin embargo, cuando se enfrentan por Mina Harker, el objeto de obsesión de Drácula, Renfield sufre un ataque de conciencia y le ruega le ayude a huir de las manos de su amo. Renfield es consumido por su deseo de proteger a Mina, por lo que le ruega a Seward y los otros que lo dejen ir y que no se culpen de su destino. Cuando Seward se niega, Renfield les dice al grupo de cazadores de vampiros "¡Os lo advertí!". Cuando Drácula vuelve esa noche, Renfield se encuentra abatido por su conciencia. Él recuerda haber oído que los locos tienen una fuerza antinatural e intenta luchar contra Drácula. Sin embargo, la fuerza de Renfield lo deja después de mirar a los ojos de Drácula, quien lo arroja contra el suelo, hiriéndolo gravemente.
Los cazadores de vampiros entran a la sala poco después y le practican una cirugía de emergencia con la que Van Helsing logra prolongar su vida. Renfield cuenta su historia a los cazadores de vampiros que se apresuran a ayudar a Mina y lo dejan tirado en el piso. Viviría sólo unos instantes más antes de sucumbir a sus heridas, muriendo solo.

## Influencia en la psicología
El personaje Renfield ha influido en el estudio del comportamiento de la vida real en pacientes psiquiátricos obsesionados por beber sangre. El término Síndrome de Renfield fue acuñado por el psicólogo Richard Noll en 1992, originalmente como un término de broma, para describir el vampirismo clínico. En consecuencia, también existe un "trastorno de personalidad vampírica" (VPD); un diagnóstico de vampirismo clínico, utilizado para el perfil conductual de asesinos en serie impulsados por la sed de sangre y para pacientes que representan fantasías vampíricas violentas, aunque este diagnóstico no está reconocido por el Manual diagnóstico y estadístico de los trastornos mentales (DSM-5). 
Los efectos del síndrome de Renfield siguen la patología del personaje de la novela y consta de varias etapas; inicialmente, el paciente presenta zoofagia, una compulsión a comer insectos, animales vivos o beber su sangre. A medida que la condición empeora, el comportamiento se vuelve cada vez más desviado, culminando en una compulsión de beber la sangre de otra persona en un acto descrito como verdadero vampirismo, que incluye dañar intencionalmente a otro individuo con ese propósito; el mismo comportamiento que Renfield exhibe en la novela.

## En pantalla
| Renfield en el cine y la televisión | Renfield en el cine y la televisión | Renfield en el cine y la televisión                        | Renfield en el cine y la televisión | Renfield en el cine y la televisión |      |            |                                       |                   | |
| Año                                 | Nombre personaje                    | Título película / serie                                    | Actor                               | Notas |      |            |                                       |                   | |
| ----------------------------------- | ----------------------------------- | ---------------------------------------------------------- | ----------------------------------- | --- | ---- | ---------- | ------------------------------------- | ----------------- | --- |
| Año                                 | Nombre personaje                    | Título película / serie                                    | Actor                               | Notas | 1922 | Heer Knock | Nosferatu, eine Symphonie des Grauens | Alexander Granach | Película muda de 1922 del director FW Murnau, basada libremente en la novela de Stoker, renombra a Renfield por derechos de autor como Heer Knock, y lo combina con el Sr. Hawkins (rebautizado como Hutter). |
| 1931                                | Renfield                            | Drácula                                                    | Dwight Frye                         | En la película del director Tod Browning, Renfield es el agente inmobiliario que es enviado a Transilvania en lugar de Jonathan Harker, y cae bajo el poder de Drácula de actor Bela Lugosi. La actuación de Frye es la más conocida, recordada y la más imitada. |      |            |                                       |                   | |
| 1931                                | Renfield                            | Drácula                                                    | Pablo Álvarez Rubio                 | Película de habla española que fue filmada simultáneamente con la versión en inglés del mismo año. |      |            |                                       |                   | |
| 1970                                | Renfield                            | Nachts, wenn Dracula erwacht                               | Klaus Kinski                        | Renfield es mudo en esta versión y un personaje mucho más calmado que en el original. |      |            |                                       |                   | |
| 1977                                | Renfield                            | Conde Drácula (Serie de TV de la BBC)                      | Jack Shepherd                       | Un comprensivo Renfield que destaca su relación con Mina. |      |            |                                       |                   | |
| 1979                                | Milo Renfield                       | Drácula                                                    | Tony Haygarth                       | Milo Renfield como un trabajador que queda cautivado por Drácula mientras descarga “las cajas” en Carfax. |      |            |                                       |                   | |
| 1979                                | Renfield                            | Nosferatu: Phantom der Nacht                               | Roland Topor                        | El director Werner Herzog presenta al risueño Renfield, el exjefe de Jonathan Harker, como un paciente de manicomio. |      |            |                                       |                   | |
| 1979                                | Renfield                            | Love at First Bite                                         | Arte Johnson                        | Renfield es un sirviente leal de Drácula en la década de 1970 cuando él y su maestro se mudan a Nueva York. Johnson imita la risa de Dwight Frye. |      |            |                                       |                   | |
| 1992                                | R.M. Renfield                       | Drácula, de Bram Stoker                                    | Tom Waits                           | Adaptación cinematográfica de Francis Ford Coppola en la que sugiere que Renfield fue el predecesor de Jonathan Harker como agente del Conde Drácula en Londres; se da a entender que esta es la razón de su locura. Intenta persuadir a Mina para que se mantenga fuera del alcance de Drácula por celos, enojado porque Drácula planea darle la inmortalidad a ella en lugar de a él. |      |            |                                       |                   | |
| 1995                                | Thomas Renfield                     | Dracula: Dead and Loving It                                | Peter MacNicol                      | Un cómico e ingenuo Renfield en la película de Mel Brooks; una parodia del Renfield del actor Dwight Frye de la película de 1931. |      |            |                                       |                   | |
| 2002                                | Roenfield                           | La maldición de Drácula (Miniserie de TV de dos episodios) | Brett Forest                        | Adaptación en clave actual de la novela. |      |            |                                       |                   | |
| 2005                                | Renfield                            | Drácula (Serie de TV india)                                | Manoj Bajpayee                      | Se emitió en Asianet |      |            |                                       |                   | |
| (2006-2014)                         | Percival Renfield                   | El jovencito Drácula (Serie de TV)                         | Simon Ludders                       | Renfield es incuestionablemente leal a Drácula con la esperanza de algún día convertirse en vampiro, y parece disfrutar en parte del abuso que Drácula le inflige cuando comete errores. Renfield se convierte en vampiro en los episodios finales, aunque demuestra ser inepto en el uso de sus nuevos poderes. |      |            |                                       |                   | |
| 2012                                | Renfield                            | Dracula: Reborn                                            | Ian Pfister                         | Renfield es un asociado de Drácula, que se mudó a California. La historia tiene lugar en la moderna Los Ángeles. |      |            |                                       |                   | |
| 2012                                | Renfield                            | Drácula 3D                                                 | Giovanni Franzoni                   | Renfield se hace protector de Tania, previamente atacada por Drácula, refiriéndose e ella como un "ángel". Van Helsing mata Renfield. |      |            |                                       |                   | |
| 2013                                | Renfield                            | Drácula (Serie de TV)                                      | Nonso Anozie                        | Renfield es interpretado por el actor de origen nigeriano. Renfield es educado y completamente cuerdo, ya que Drácula lo reclutó para actuar como su abogado tras conocerse en un tren, sirviendo como confidente y con Drácula expresando total fe en su lealtad. El profesor Van Helsing lo mata en el episodio final cuando Renfield encuentra a Van Helsing destruyendo el suero que permite al vampiro caminar bajo la luz del sol. |      |            |                                       |                   | |
| 2014-2016                           | Renfield                            | Penny Dreadful (Serie de TV)                               | Samuel Barnett                      | Renfield aparece en la tercera y última temporada de la serie. |      |            |                                       |                   | |
| 2017                                | Renfield                            | Monster Family                                             | Ewan Bailey (Voz)                   | Renfield es el mayordomo de Drácula. Película infantil animada. |      |            |                                       |                   | |
| 2020                                | Frank Renfield                      | Drácula (Serie de TV)                                      | Mark Gatiss                         | Frank Renfield es el abogado del Conde Drácula en la Gran Bretaña del siglo XXI. |      |            |                                       |                   | |
| 2022                                | Renfield                            | Dracula: The Original Living Vampire                       | Stuart Packer                       | Renfield el jefe e ídolo de la detective Amelia Van Helsing. Renfield es asesinado a tiros por Van Helsing, pero solo para ser despertado como vampiro por Drácula, antes de que lo maten definitivamente. |      |            |                                       |                   | |
| 2022                                | Renfield                            | The Invitation                                             | Sean Pertwee                        | Adaptación actual. |      |            |                                       |                   | |
| 2023                                | Robert Montague Renfield            | Renfield                                                   | Nicholas Hoult                      | La película tiene lugar en la actual Nueva Orleans, donde Renfield ha sido el familiar de Drácula durante 90 años y busca víctimas para alimentar a Drácula. Renfield se une a un grupo de autoayuda para personas en relaciones codependientes y encuentra la confianza para dejar la servidumbre de Drácula. Él y la policía de tránsito Rebecca Quincy finalmente matan a Drácula. La interpretación de Hoult obtuvo buenas críticas que elogiaron el tono cómico y las actuaciones. En muchos aspectos, Hoult homenajeó al Renfield de Dwight Frye, ya que la película actúa como una secuela directa de su versión de 1931. |      |            |                                       |                   | |
| 2024                                | Knock                               | Nosferatu                                                  | Simon McBurney                      | Reimaginación de la película de 1922, Nosferatu, eine Symphonie des Grauens. |      |            |                                       |                   | |

## En el teatro

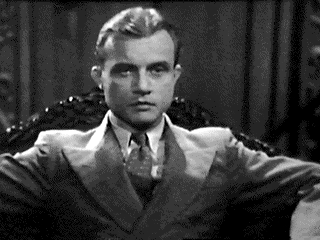
Dwight Frye es Renfield en Drácula.

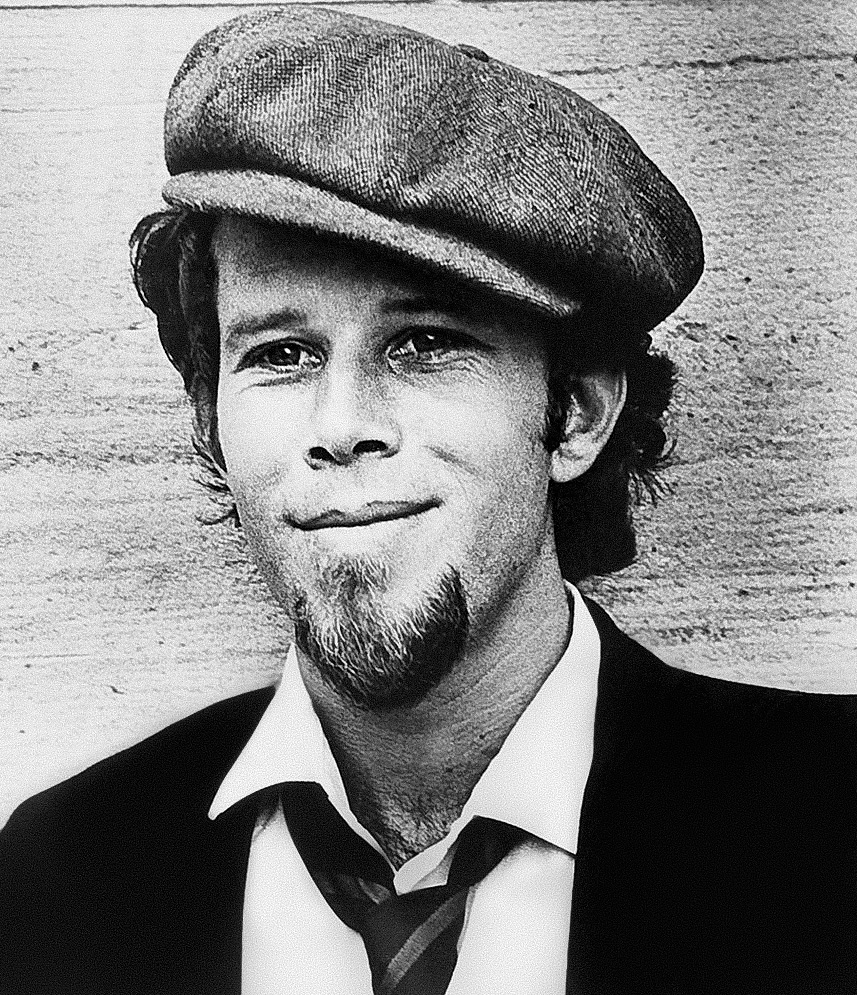
Tom Waits interpreta a RM Renfield en la adaptación cinematográfica de 1992 de Francis Ford Coppola, Drácula, de Bram Stoker

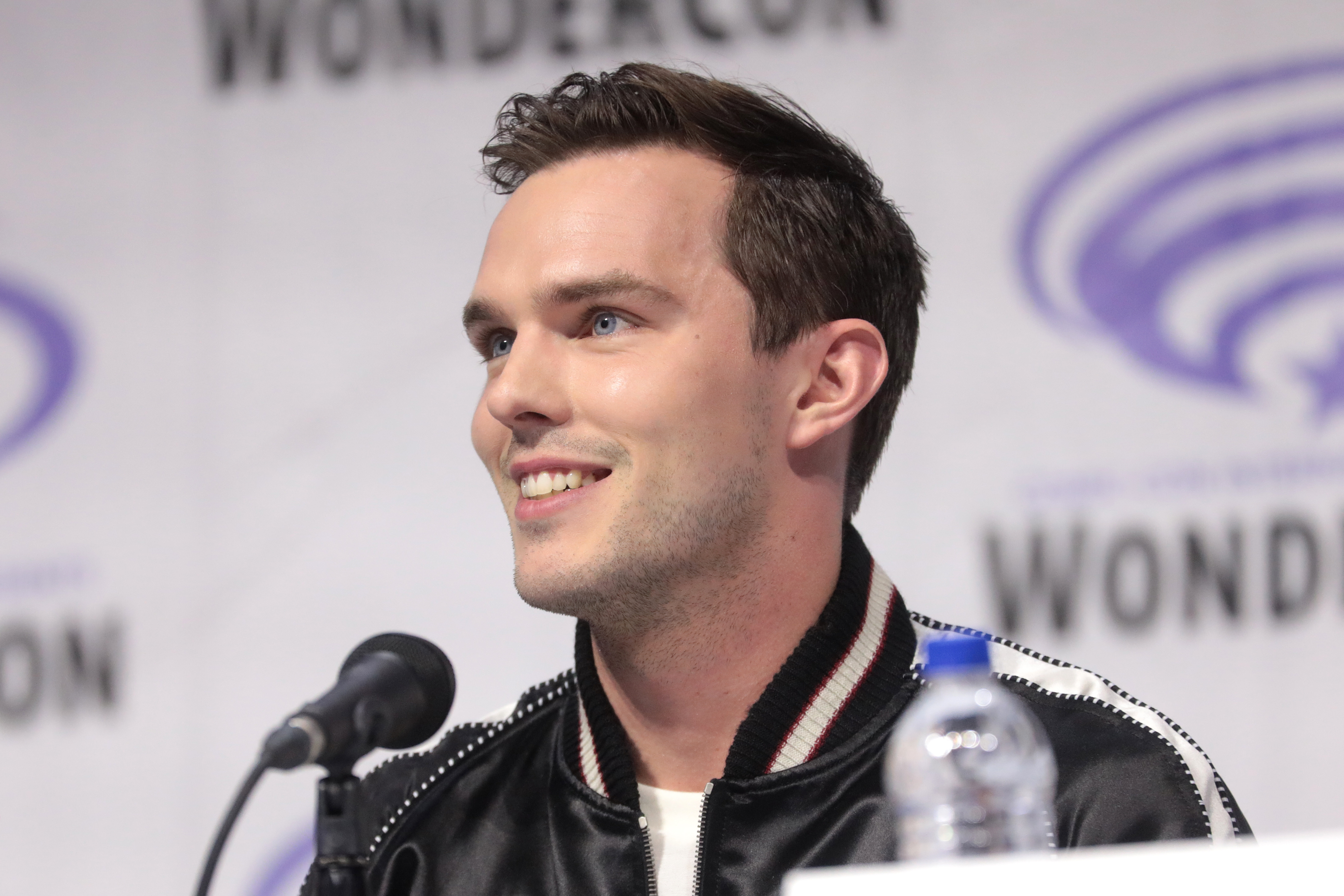
Nicholas Hoult interpreta a Robert Montague Renfield en la película Renfield de 2023.

- Renfield aparece en la obra de teatro de 1924 Drácula de Hamilton Deane. En la obra, Drácula lo mata por traicionarlo. Fue interpretado por G. Malcolm Russell y Bernard Jukes en producciones inglesas. La obra fue revisada por John. L. Balderston para el público estadounidense en 1927. En la versión revisada sobrevive Renfield. Bernard Jukes repitió el papel en Broadway.

- Renfield aparece en Drácula, el musical de Frank Wildhorn. Tiene su propia canción "The Master's Song". Fue interpretado por Don Stephenson en la producción del musical de Broadway.

- Renfield fue interpretado por Daniel Boucher en el musical franco-canadiense de 2006 Drácula - Entre l'amour et la mort.

- Renfield fue interpretado por Kevin Poeung en la producción de Drácula de Northern Ballet de 2019 de David Nixon. La producción fue grabada y proyectada en los cines del Reino Unido en Halloween y luego transmitida por BBC4 en 2020.[12]

## En literatura
- En la novela Blood Rites (The Dresden Files) de Jim Butcher, Renfield se utiliza como un término para las personas convertidas a la fuerza en secuaces sin sentido por los vampiros.
- En la novela A Betrayal in Blood de Mark A. Lathan, se revela que Renfield fue el abogado que viajó a Transilvania para reunirse con Drácula en lugar de Jonathan. Como parte de una compleja conspiración contra el Conde Drácula (que es sólo humano en esta versión de los acontecimientos), Van Helsing manipuló los acontecimientos para volver loco a Renfield, y luego ayudó a los Harkers a matar al director de la empresa de Harker y Renfield para poder afirmar que la empresa de Renfield Las experiencias fueron las de Jonathan para justificar aún más la 'vendetta' de los Harkers contra Drácula.

## Personajes basados en Renfield
- En Drakula İstanbul'da (1953) el personaje de Renfield no existe. En cambio, Drácula tiene un sirviente en su castillo, que le obedece. Cuando este sirviente intenta ayudar a Azmi (Jonathan Harker), Drácula lo mata.
- En la adaptación televisiva Dracula: Mystery and Imagination (1968) el personaje de Renfield no existe. En cambio, Jonathan Harker asume muchas de sus funciones: se vuelve loco después de visitar el castillo de Drácula, termina en el asilo del Dr. Seward y cumple las órdenes de Drácula.
- En el episodio de Buffy, la cazavampiros titulado "Buffy vs. Drácula" (2000), Xander Harris cae bajo el hechizo de Drácula, comienza a devorar insectos y arañas durante gran parte del episodio, llama a Drácula "Maestro" y obedece sus órdenes.
- Aunque no está presente en Van Helsing (2004), Igor asume el papel de sirviente de Drácula, dispuesto a cumplir sus órdenes.
- Aunque no aparece en la película Drácula: la leyenda jamás contada (2014), un hombre romaní interpretado por Zach McGowan se refiere al personaje principal como "Maestro", al igual que Renfield se dirige al Conde Drácula.
- En el cortometraje  The Phantom Hour  (2016), el personaje Bryce, interpretado por Brian Patrick Butler, es la mano derecha de un vampiro que fue comparado con Renfield.[13]